# زنزانات وتنانين (فلم)
زنزانات وتنانين (بالإنجليزية: Dungeons & Dragons) هو فيلم حركة ومغامرات تم إنتاجه في الولايات المتحدة والتشيك، وصدر سنة 2000، من بطولة مارلون ويانز وجوستين والين ومن إخراج كورتني سولومون.

## القصة
تحكم الأرض مجموعة نخبة من السحرة، تُعرف باسم "السحرة"، بينما يُترك عامة الناس بلا حماية . تناضل إمبراطورة إزمر، سافينا، من أجل المساواة والازدهار بين جميع المواطنين، لكن الساحر الشرير والقوي يخطط للاستيلاء على عرشها.

## الميزانية والإيرادات
كلف الفيلم 45 مليون دولار وحقق أرباح تقدر بـ 33.8 مليون دولار.

## وصلات خارجية
زنزانات وتنانين على موقع IMDb (الإنجليزية)
- زنزانات وتنانين على موقع ميتاكريتيك (الإنجليزية)
- زنزانات وتنانين على موقع روتن توميتوز (الإنجليزية)
- زنزانات وتنانين على موقع نتفليكس (الإنجليزية)
- زنزانات وتنانين على موقع قاعدة بيانات الأفلام العربية
- زنزانات وتنانين على موقع ألو سيني (الفرنسية)
- زنزانات وتنانين على موقع Turner Classic Movies (الإنجليزية)
- زنزانات وتنانين على موقع أول موفي (الإنجليزية)
- زنزانات وتنانين على موقع بوكس أوفيس موجو (الإنجليزية)
- زنزانات وتنانين على موقع فيلمافينيتي (الإسبانية)